# Svensk förening för sömnforskning och sömnmedicin
Svensk förening för sömnforskning och sömnmedicin, SFSS, tidigare Svensk förening för sömnforskning (SFSF), är en svensk organisation för personer som professionellt ägnar sig åt sömn- och vakenhetsforskning eller sömnmedicin. Organisationen arrangerar årliga nationella sömnmöten, främjar sömnmedicinsk forskning genom stipendier finansierade i första hand av läkemedelsindustri, och arbetar för att sprida kunskap om sömn och sömnrelaterade fenomen bland allmänheten och bland beslutsfattare. Man samarbetar också med motsvarande organ på europeisk (The European Sleep Research Society, ESRS) och världsnivå (The World Federation of Sleep Research and Sleep Medicine Societies, WFSRSMS).